# ボルケーノ太田
ボルケーノ太田（ボルケーノおおた、1971年1月2日 - ）は、日本の男性声優。東京都出身。青二プロダクション所属。本名は太田 健介（おおた けんすけ）。パイルボルケーノ太田を名乗っていた時期もある。

## 略歴
子供の頃から声優に憧れを持ち、高校生の時にはオーディションを経て声優事務所に所属しレッスンを受けていたが、学業との両立が難しくなり活動から遠ざかった。
1994年、国際基督教大学教養学部社会科学科を卒業し、バンダイに入社。主に男児向けの玩具の企画開発に携わる。
『ゲゲゲの鬼太郎』の玩具の開発を担当していた際にプロデューサーからの誘いを受け、1997年にアニメ映画『ゲゲゲの鬼太郎 おばけナイター』に妖怪役として出演。その後もバンダイに在籍しながらいくつかの作品に出演した。
44歳の時、声優を目指すためバンダイを退職。声優養成所に通い、1年半の間レッスンを受けた。2016年、『動物戦隊ジュウオウジャー』に出演し、正式に声優としてデビューを果たす。2017年1月1日からは声優事務所の青二プロダクションにジュニアとして所属している。

## 人物
バンダイ在籍時に企画開発を担当した『デジタルモンスター』シリーズではデジモン名人としてメディアに登場し活動していた。自身をモデルにした「ボルケーモン」というデジモンも存在する。
『こちら葛飾区亀有公園前派出所』の玩具の開発を担当していたことから、作中に登場する同名のキャラクター（太田健介）のモデルにもなった。ウィズやアニメ制作会社のサンライズに出向していた経験もある。
漫画家の岡本倫はバンダイ時代の同期。
資格・免許は普通自動車免許。
趣味はジョギング、トレーニング、ゴルフ、格闘技。特技は司会。外国語は英語。

## 出演

### テレビアニメ
2002年
- デジモンフロンティア（ボルケーモン）※パイルボルケーノ太田名義

2017年
- ONE PIECE（2017年 - 、ミンク、黒服の王様、三助、ササキ、レッドキング 他）
- ドラゴンボール超（ミノタウロス、タッパー、ザーロイン）
- デジモンユニバース アプリモンスターズ（コメンテーター）
- 名探偵コナン（2017年 - 2025年、巡査、下川刑事、ラムの手下）
- こねこのチー ポンポンらー大冒険（おじさん）
- 異世界はスマートフォンとともに。（兵士）
- プリンセス・プリンシパル（部下）
- キラキラ☆プリキュアアラモード（男性客）
- ちびまる子ちゃん（2017年 - 2024年、老人、カメカメン、店主）

2018年
- 伊藤潤二『コレクション』（夕子の父、奇妙な医師、父、大叔父、曾祖父 他）
- 東京喰種トーキョーグール:re（柴遼次郎、浅田二郎）
- デビルズライン（店主、機動隊員）
- それいけ!アンパンマン（クマの父親）
- グラゼニ（重役）
- ゲゲゲの鬼太郎（第6作）（2018年 - 2020年、商店の主人、団三郎、シンジケート、作業員、エギク 他）
- フルメタル・パニック! Invisible Victory（クラマの部下C）
- アンゴルモア 元寇合戦記（貝谷権太郎）
- 僕のヒーローアカデミア（2018年 - 2024年、毛原長昌） - 2シリーズ
- ちおちゃんの通学路（おじさん）
- 邪神ちゃんドロップキック（男）
- 進撃の巨人（隊員）
- ルパン三世 PART5（交渉団A）
- からくりサーカス（2018年 - 2019年、尾崎、ユニコーン、男たち）
- 爆釣バーハンター（2018年 - 2019年、黄金武魚キンギョダム、研究員、ディノボルケーノREX）
- ゴブリンスレイヤー（支部長）

2019年
- エガオノダイカ（辺境伯）
- 爆丸バトルプラネット（2019年 - 2020年、ジェンキンズ）
- Dr.STONE（2019年 - 2025年、世界の人々、政府高官） - 2シリーズ
- コップクラフト（ケニー）
- 通常攻撃が全体攻撃で二回攻撃のお母さんは好きですか?（店主、怪魚）
- 彼方のアストラ（記者B）
- パズドラ（2019年 - 2024年、男、番頭、男A、コーザ）
- イナズマイレブン オリオンの刻印（キンベン・ジョルダーニ）
- GRANBLUE FANTASY The Animation Season 2（農夫A）
- 警視庁 特務部 特殊凶悪犯対策室 第七課 -トクナナ-（支店長）
- Fairy gone フェアリーゴーン（老妖精技師）
- エッグカー（2019年 - 2020年、バッハ）
- けだまのゴンじろー（ウホ山ゴリ男）

2020年
- LISTENERS リスナーズ（取り巻き）
- デジモンアドベンチャー:（2020年 - 2021年、所長、ブラキモン、アンドロモン、ニーズヘッグモン、ウッドモン、ゴーレモン、ボルケーモン、ミレニアモン、グリズモン、デスモン 他）
- 天晴爛漫!（ホトト父、ダイナー店主、鉄道会社幹部）
- アサティール 未来の昔ばなし（2020年 - 2024年、町人、商人、男の子の父） - 2シリーズ
- 啄木鳥探偵處（松吉）
- GREAT PRETENDER（刑事、弁護士、刑務官、トト・ビアリ、男 他）
- 富豪刑事 Balance:UNLIMITED（上層部）
- テイルズ オブ クレストリア -咎ヲ背負いて彼を発つ-
- 禍つヴァールハイト -ZUERST-（ハノイ）
- 100万の命の上に俺は立っている（カミルトー）
- のりものまん（ダンク、ポンプのパパ、コンテ船長）

2021年
- SK∞ エスケーエイト（オリバー）
- NOMAD メガロボクス2（手下A、店主、リングアナ、レフェリー、ハキーム 他）
- 宇宙なんちゃら こてつくん（2021年 - 2022年、アニマル総理大臣、学生、ヤスジ、研究者、ぴーと）
- ましろのおと（おっさん、黒服A、梅丸CM、梶の先生）
- セスタス -The Roman Fighter-（ボス）
- のりものまん モービルランドのカークン（2021年 - 2022年、ダンク、ポンプのパパ）
- ドラえもん（テレビ朝日版第2期）（犬、主人）
- 迷宮ブラックカンパニー（社畜1、老人ドワーフ、役員1、ケルベロス、モグラ1 他）
- 魔入りました!入間くん（ヒュダーリン）
- 平穏世代の韋駄天達（ギュード君）
- 転生したらスライムだった件（カザリーム）
- 86-エイティシックス-（西方方面軍司令官、教官）
- テスラノート（艦上層部、金庫番）
- 境界戦機（サイモン・テイト）
- 真の仲間じゃないと勇者のパーティーを追い出されたので、辺境でスローライフすることにしました（ベリエル）
- プラチナエンド（幕松竜二）

2022年
- 平家物語（明雲）
- ハコヅメ〜交番女子の逆襲〜（野次馬）
- 史上最強の大魔王、村人Aに転生する（宰相）
- デジモンゴーストゲーム（2022年 - 2023年、ムースモン、赤オボロモン、ゴグマモン、ブラキモン、店主 他）
- キングダム（紫太）
- 5億年ボタン【公式】〜菅原そうたのショートショート〜（ドラゴン）
- ニンジャラ（2022年 - 2023年、デビルアント、運送人）

2023年
- 神達に拾われた男2（クレーマー）
- スパイ教室（ダーヴィッド）
- 勇者が死んだ!（店長）
- 地獄楽（山田浅ェ門源嗣）
- 天国大魔境（岩田の仲間）
- 冒険者になりたいと都に出て行った娘がSランクになってた（ホフマン）
- Helck（元老院）
- 婚約破棄された令嬢を拾った俺が、イケナイことを教え込む（親フェンリル）
- ポーション頼みで生き延びます!（メネス将軍）

2024年
- マッシュル-MASHLE- 神覚者候補選抜試験編（有名な杖の店の店主）
- クレヨンしんちゃん（ダランティーノ伯爵、アナウンサー）
- 治癒魔法の間違った使い方（クリス）
- HIGH CARD（ユアン・フォーランド）
- 愚かな天使は悪魔と踊る（隣人、先生）
- Lv2からチートだった元勇者候補のまったり異世界ライフ（魔族2）
- 喧嘩独学（ローガン・グレイシー）
- 烏は主を選ばない（旅商人）
- 菜なれ花なれ（MIKE）
- 魔王軍最強の魔術師は人間だった（ガモス）
- 魔王様、リトライ!R（邪神像）
- ぷにるはかわいいスライム（2024年 - 2025年、学会の研究者） - 2シリーズ
- 妻、小学生になる。（蓮司の父）
- ドラゴンボールDAIMA（魔人）
- 逃走中 グレートミッション（2024年 - 2025年、バトラー）
- 鴨乃橋ロンの禁断推理（レニ・ガードナー）

2025年
- 外れスキル《木の実マスター》 〜スキルの実（食べたら死ぬ）を無限に食べられるようになった件について〜（甲冑型アンデッド）
- トリリオンゲーム（外国人男性）
- LAZARUS ラザロ（警官A、工作員、運転手、兵）
- ヴィジランテ-僕のヒーローアカデミア ILLEGALS-（春久）
- 俺は星間国家の悪徳領主!（軍人）
- まったく最近の探偵ときたら（兄貴）
- クレバテス-魔獣の王と赤子と屍の勇者-（ガビ）
- SAKAMOTO DAYS（受験生）
- 地獄先生ぬ〜べ〜 (2025)（集合魂〈英語〉）

### 劇場アニメ
1997年
- ゲゲゲの鬼太郎 おばけナイター（畑怨霊）※本名名義

2000年
- デジモンアドベンチャー02 前編・デジモンハリケーン上陸!! / 後編・超絶進化!!黄金のデジメンタル（ドライバー）※本名名義

2010年代
- 名探偵コナン 紺青の拳（2019年、警官）
- 甲鉄城のカバネリ 海門決戦（2019年、虎落、海門衆）
- LUPIN THE IIIRD 峰不二子の嘘（2019年、ブラッドリー）

2020年代
- BURN THE WITCH（2020年、パパラッチ、アークヴァイン）
- 機動戦士ガンダム 閃光のハサウェイ（2021年、サウリ・ストールベリ）
- ブルーサーマル（2022年、大会スタッフ）
- 名探偵コナン ハロウィンの花嫁（2022年、オレグ・ラブレンチエフ）
- ドラゴンボール超 スーパーヒーロー（2022年、マゼンタ）
- 金の国 水の国（2023年）
- 名探偵コナン 黒鉄の魚影（2023年、店員）

### OVA
- トミカ大作戦!（2017年、市長、警察、ナイルトン・ゼロ、作業員、警備員、ファイヤーチームの隊長）

### Webアニメ
- 聖闘士星矢: Knights of the Zodiac（2019年、アシスタント）
- 無限の住人-IMMORTAL-（2019年 - 2020年、主人、岡っ引、駕籠かき）
- 爆丸アーマードアライアンス（2020年、ジェンキンズ）
- 「バキ」シリーズ（2020年 - 2021年、観客、運転手、キャスター） - 2シリーズ
- 地球外少年少女（2022年、アナウンサーA）
- TIGER & BUNNY 2（2022年、店員、市民）
- 爆丸エボリューションズ（2022年、ジェンキンズ）
- BASTARD!! -暗黒の破壊神-（2022年、大臣、ボン・ジョヴィーナ）
- ヤミカラスと真夜中のぼうけん（2025年、アナウンサー[25]）
- LUPIN THE IIIRD 銭形と2人のルパン（2025年、国家保安委員会職員）

### ゲーム
2002年
- 兎-野性の闘牌-（仙道真澄）

2003年
- 兎 －野性の闘牌－ THE ARCADE（仙道真澄、柏木成駿）
- 兎 －野性の闘牌－ 山城麻雀編（仙道真澄、柏木成駿）
- 兎 －野性の闘牌－ ON LINE（仙道真澄、柏木成駿）

2017年
- デジモンストーリー サイバースルゥース　ハッカーズメモリー（ボルケーモン）

2018年
- 真・三國無双8（華雄）
- 北斗が如く
- スーパーロボット大戦X
- フルメタル・パニック！ 戦うフー・デアーズ・ウィンズ
- クイズマジックアカデミー ロストファンタリウム（きのこの長老）

2019年
- スーパーロボット大戦T（シゲイル・セイゴ、ギルガメス兵）
- プリンセスコネクト!Re:Dive（アクダイカン）
- ポケモンマスターズ（マキシ）
- シェンムーIII（袁雲深、顔狼 他）

2020年
- クイズRPG 魔法使いと黒猫のウィズ（ナナシノ）
- ドラゴンボールZ カカロット
- プロ野球 ファミスタ 2020（ブリンキー）

2021年
- スーパーロボット大戦DD（ポセ）
- ルーンファクトリー5（ランドルフ）
- スーパーロボット大戦30（2021年 - 2022年、ポセイダル兵、ギルガメス兵）
- 真・三國無双8 Empires（華雄）

2022年
- スーパードラゴンボールヒーローズ（マゼンタ：SH）
- ONE PIECE トレジャークルーズ（ササキ）
- デジモンサヴァイブ（シェンウーモン）

2023年
- ONE PIECE ODYSSEY（ポロロッカ）
- コードギアス 反逆のルルーシュ ロストストーリーズ（ガナバティ）

2024年
- ドラゴンボール ザ ブレイカーズ（マゼンタ）

2025年
- 真・三國無双 ORIGINS（華雄）

### デジタルコミック
- dTV バトルスタディーズ（2018年、石松大二郎）

### オーディオブック
- スマホを落としただけなのに（2018年[30]）
- 崩れる脳を抱きしめて（2019年、院長[31]）
- スマホを落としただけなのに 囚われの殺人鬼（2020年、毒島徹[32]）
- 罪の声（2020年、鳥居）
- 終電の神様（2020年、会長（第二話）/高橋（第四話）[33]）
- medium 霊媒探偵城塚翡翠（2020年、黒越[34]）
- invert II 覗き窓の死角（2023年[35]）

### 吹き替え

#### 映画
2018年
- アイ・フィール・プリティ! 人生最高のハプニング（司会者）
- アントマン&ワスプ（アニトロヴ〈ゴラン・コスティッチ〉）
- オーシャンズ8（階段の警備員）
- ブラックパンサー

2019年
- グリーンブック（ゴーマン〈ランダル・ゴンザレス〉）
- ダンボ（呼び込み）
- パッドマン 5億人の女性を救った男（アミターブ・バッチャン〈本人〉）
- バンブルビー（ビル〈アントニオ・D・チャリティ〉）
- マーシャル 法廷を変えた男（カール・フォスター判事〈ジェームズ・クロムウェル〉）
- マーダー・ミステリー

2020年
- ワンス・アポン・ア・タイム・イン・ハリウッド（チャールズ・マンソン〈デイモン・ヘリマン〉）
- ジョーカー（ランドル〈グレン・フレシュラー〉）
- アクセレーション（サントス〈ダニー・トレホ〉、イーライ〈クイントン・ランペイジ・ジャクソン〉）
- ロニートとエスティ 彼女たちの選択（モーシェ〈アラン・コーデュナー〉）
- ブライトバーン/恐怖の拡散者（ディーヴァー〈グレゴリー・アラン・ウィリアムズ〉）
- ハーレイ・クインの華麗なる覚醒 BIRDS OF PREY（ロッシ〈ジョー・ブカロIII世〉）
- チャーリーズ・エンジェル（ピーター・フレミング〈ナット・ファクソン〉）
- 沈黙の鉄槌（フランク・ウィルソン〈ジョニー・メスナー〉）
- ソニック・ザ・ムービー（ベニントン〈ニール・マクドノー〉）
- ブラッドショット（ニック・バリス〈ヨハンネス・ハウクル・ヨハネッソン〉）
- スローターハウス・ルールズ（バトラー〈アラン・ドレイク〉）
- 3人のキリスト（ベニー）
- ワンダーウーマン 1984（テレビ伝道師）

2021年
- TENET テネット（電話男）
- 不夜城の男（チョン〈キム・ウンス〉）
- ジャスティス・リーグ:ザック・スナイダーカット（警官男）
- アーミー・オブ・ザ・デッド（リベラーチェのそっくりさん）
- ザ・スーサイド・スクワッド “極”悪党、集結（医者）

2022年
- でっかくなっちゃった赤い子犬 僕はクリフォード（ユウ〈ラッセル・ウォン〉）
- ゴーストバスターズ/アフターライフ（大家〈ドゥサン・ロクヴィッチ〉）
- THE BATMAN-ザ・バットマン-
- ファンタスティック・ビーストとダンブルドアの秘密
- トップガン マーヴェリック（燃料エンジニア）

2023年
- Smile スマイル
- ミッション:インポッシブル/デッドレコニング PART ONE（甲板部士官）
- トランスフォーマー/ビースト覚醒

2024年
- アクアマン/失われた王国（船長）
- ジョーカー:フォリ・ア・ドゥ（警察運転男1）

2025年
- ミッション:インポッシブル/ファイナル・レコニング（ブッシュ艦長）

#### ドラマ
- 宇宙船レッド・ドワーフ号 シーズン11（2019年、27の4）
- ザ・ボーイズ（2019年、マザーズミルク（MM））
- ダーククリスタル: エイジ・オブ・レジスタンス（2019年、オードン、レキーア[66]）
- DOC あすへのカルテ（2020年）
- ビカミング・ア・ゴッド（2020年、ジャド・ウォルトリップ〈ジョン・アール・ジェルクス〉[67]）
- ペリー・メイスン（2020年、エニス刑事〈アンドリュー・ハワード〉[68]）
- ワンダヴィジョン（2021年）
- ファルコン&ウィンター・ソルジャー（2021年）
- ボバ・フェット/The Book of Boba Fett（2022年）
- ムーンナイト（2022年）
- ミズ・マーベル（2022年）
- キャシアン・アンドー（2022年、ペリン〈アラステア・マッケンジー〉）
- ウェアウルフ・バイ・ナイト（2022年）
- ウェンズデー（2022年）
- ARMORED SAURUS アーマードサウルス（チョル〈イ・ドヨプ〉[69]）

#### アニメ
- カルメン・サンディエゴ（チェイス・ドヴィノー）
- ザ・シンプソンズ（シーモア・スキナー校長〈2代目〉）
- スポンジ・ボブ（ネプチューン王〈3代目〉 他）
- トランスフォーマー:ウォー・フォー・サイバトロン・トリロジー（ホイルジャック）
- 齢5000年の草食ドラゴン、いわれなき邪竜認定（2023年、虚）
- トランスフォーマー/ONE（2024年[70]）

### 特撮
- スーパー戦隊シリーズ
  - 動物戦隊ジュウオウジャー（2016年、犀男の声）
  - 騎士竜戦隊リュウソウジャー（2019年、ウデンの声）

### 舞台
- パンクオペラ 猫耳法一の話（2016年、BB[71]）

### テレビ番組
- 水曜日のダウンタウン
- レンタルの恋（ナレーション）
- 中居正広の金曜日のスマイルたちへ（声の出演）
- 日立 世界・ふしぎ発見!（弁慶、侍）
- ジョブチューン（顔出し出演）
- フルタチさん（ボイスオーバー）
- 義母と娘のブルース（劇中アニメ「ドリームプチキュア」に敵役として出演）
- 119エマージェンシーコール（通報者）

### シリーズ一覧
1. ↑  第3期（2018年）、第7期（2024年）
2. ↑  第1期（2019年）、第4期『SCIENCE FUTURE』第1クール（2025年）
3. ↑  第1作（2020年）、第2作『アサティール2 未来の昔ばなし』（2024年）
4. ↑  第1期（2024年）、第2期（2025年）

### 初出話一覧
1. 1 2  第1166話初出
2. ↑  第865話初出
3. ↑  第875話初出
4. 1 2  第4期第1クール 第7話初出
5. ↑  第1期 第1話初出
6. 1 2  第14話初出
7. ↑  第1217話初出
8. ↑  第1218話初出
9. 1 2 3  第8話初出
10. ↑  第20話初出
11. 1 2 3 4  第11話初出
12. 1 2  第12話初出
13. ↑  第5話初出
14. ↑  第7話初出
15. 1 2 3  第1話初出
16. ↑  第13話初出
17. ↑  第2話初出
18. 1 2 3  第3話初出
19. ↑  第87話初出
20. ↑  第79話初出
21. 1 2  第22話初出
22. 1 2  第6話初出
23. ↑  第9話初出
24. ↑  第17話初出